# Koupaliště Jilemnice
Letní koupaliště v Jilemnici je bývalá plovárna na území města Jilemnice v okrese Semily.

## Historie

### Vznik a fungování
Vana koupaliště byla vystavěna roku 1940 jako nádrž na plavení koní. Původní vana měla rozměry 80 x 40 m a byla napouštěna z Jilemky. O rok později byla přestavěna na koupaliště. V roce 1948 město plánovalo dostavbu nových kabin, zřízení pláží, skokanského můstku a sportovních hřišť, nicméně z těchto úprav bylo realizováno volebjalové hřiště a minigolf.
V roce 1984 bylo koupaliště předěláno. Byl vybudován tříkilometrový potrubní přivaděč z Jizerky a rozměry koupaliště zmenšeny na 62 x 23 m. V této době se zde nacházel i kiosek s občerstvením či houpačky.

### Zánik
Areál nebyl udržován, postupně chátral, avšak stále byl využíván jilemnickými obyvateli. Roku 2007 rozhodl provozovatel (Sportovní centrum Jilemnice) o uzavření z technických důvodů. Kromě celkové zchátralosti areálu byl zničený i potrubní přivaděč. V ten samý rok se začal Městský úřad Jilemnice zajímat o rekonstrukci areálu.

### Snahy o obnovu a referendum
Roku 2016 byl představen projekt rekonstrukce koupaliště. Zahrnoval 25metrový bazén se třemi plaveckými dráhami, dětský bazén s brouzdalištěm a brodítka. Cena byla stanovena na 76 milionů korun. Proti projektu (zejména proti jeho ceně) se však postavila opozice i občané, což po veřejných diskuzích donutilo město vyhlásit referendum o stavbě koupaliště.  Referendum se konalo během voleb do Poslanecké sněmovny PČR 2017. Z 2350 hlasujících voličů vyslovilo nesouhlas s projektem vedení města 1925, pro bylo pouze 341 voličů. Účast v referendu byla 52,99 procent.
Zajímavostí je, že téma koupaliště bylo nejspíše příčinnou neúspěchu strany SNK Jilemnice v komunálních volbách 2018, kdy během minulého volebního období proběhlo referendum o stavbě předraženého koupaliště, které bylo obhajováno starostkou města Ing. Janou Čechovou (SNK Jilemnice).

### Stavba koupacího biotopu
Na začátku roku 2019 se město rozhodlo obnovit myšlenku koupaliště. V listopadu 2019 pak pracovní skupina pro projekt koupaliště představila projekt koupacího biotopu. Investiční náklady by neměly přesáhnout 40 milionů korun bez DPH. V lednu 2020 byl představen projekt veřejnosti.

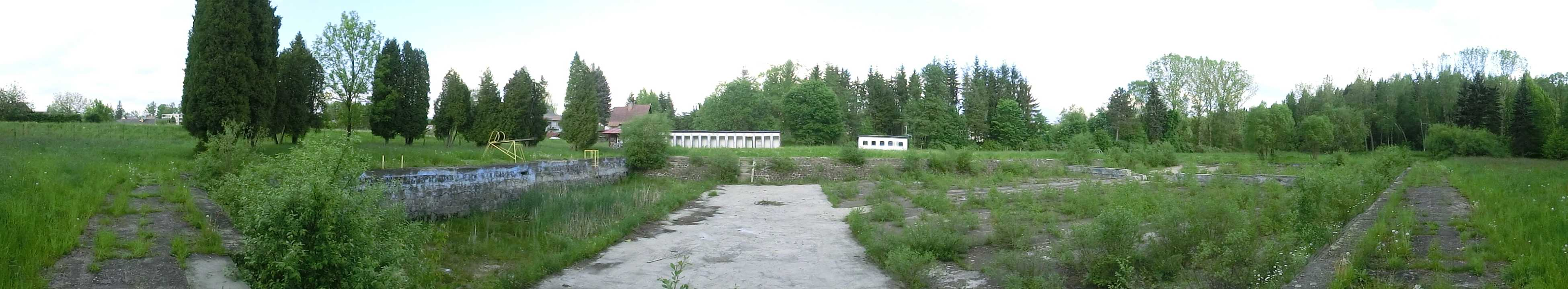
Pohled na celý areál koupaliště od severozápadní strany

## Přírodní podmínky
U západní části areálu se nachází chráněné území tzv. modráskové louky, kde žije chráněný modrásek bahenní.